# Fervidicoccales
Fervidicoccales — это порядок архей, принадлежащий к классу Thermoprotei, в составе типа Crenarchaeota. Эти археи представляют собой гипертермофильные организмы, которые способны выживать в экстремально высоких температурах, что делает их важным объектом для изучения экстремофильной жизни и её адаптаций.

## Основные характеристики

#### Среда обитания
Обнаруживаются в гидротермальных источниках, вулканических зонах и подводных горячих системах. Живут при температурах от 70 до 100 °C, что делает их гипертермофилами.

#### Метаболизм
Анаэробные хемоорганотрофы: используют органические вещества (например, белки или углеводы) для получения энергии. Часто используют соединения серы, такие как элементарная сера, для окислительно-восстановительных реакций.
Продуктом их метаболизма может быть сероводород (H₂S), что характерно для многих архей-кренархеот.

#### Морфология
Являются кокковыми (шаровидными) микроорганизмами. Клеточная оболочка у них состоит из белков, что помогает выдерживать высокие температуры и экстремальные условия.

#### Экологическая роль
Играют важную роль в серном цикле, перерабатывая серу и её соединения.
Участвуют в разложении органического материала в экстремальных средах, что способствует поддержанию экосистем гидротермальных источников.

### Биохимические особенности
Имеют уникальные липиды в мембране, которые обеспечивают устойчивость к экстремальным температурам и кислым условиям.
Белки и ферменты Fervidicoccales термостабильны, что делает их интересными для биотехнологии.